# Hal Van Every
Hal Van Every (Minnetonka Beach, 10 febbraio 1918 – Minneapolis, 11 agosto 2007) è stato un giocatore di football americano statunitense che ha giocato nei ruoli di halfback e defensive back per i Green Bay Packers della National Football League (NFL). Al college giocò a football all'Università del Minnesota.

## Carriera professionistica
Van Every fu scelto come nono assoluto del Draft NFL 1940 dai Green Bay Packers. Con essi giocò in attacco come halfback e occasionalmente come quarterback e in difesa come defensive back. Rimase due stagioni coi Packers disputando complessivamente 20 partite, con 281 yard corse e 2 touchdown segnati su corsa.

## Statistiche
| Partite totali | 20  |
| Yard corse     | 281 |
| Touchdown      | 2   |